# Municipio San Francisco (Zulia)
Municipio San Francisco es un municipio ubicado en el noroeste del Estado Zulia, Venezuela. Con una superficie de 164 km2, es el segundo municipio más pequeño del estado, después de Padilla. Limita al norte con Maracaibo, al sur con La Cañada, al este con el lago de Maracaibo, y al oeste con Lossada. Está compuesto por siete parroquias : El Bajo, Domitila Flores, Francisco Ochoa, Los Cortijos, Marcial Hernández, José Domingo Rus, y  San Francisco.
Con 581 009 habitantes, es el segundo municipio más poblado del estado. Tiene una densidad poblacional de 3.542,73 hab/km2
Avenidas importantes:
Avenida 5
Avenida 40

## Historia
Desde 1884, los misioneros franciscanos ya se encontraban en el Zulia, realizando una serie de fundaciones misionales en toda la cuenca del Lago de Maracaibo, y San Francisco no quedó fuera de su recorrido.
Para 1970, un grupo de ciudadanos conformó el Comité por el Distrito San Francisco, actuando como portavoces de la necesidad de que este territorio fuese declarado independiente. Entre los principales impulsores de esta iniciativa se encontraban Antonio Benito Albornoz, Jesús “Chucho” Cano, Arturo Prieto, Heberto Albornoz, entre otros.
El municipio San Francisco, desde 1884 formaba parte del antiguo Distrito Maracaibo, en el año 1989 pasa a formar parte del Municipio Maracaibo finalmente es  erigido el 22 de enero de 1995 logra su autonomía por medio de la reforma de la Ley de División Político Territorial del Estado Zulia pasado a ser Municipio San Francisco.
Forma parte del área metropolitana de Maracaibo.

## Geografía

### Parroquias

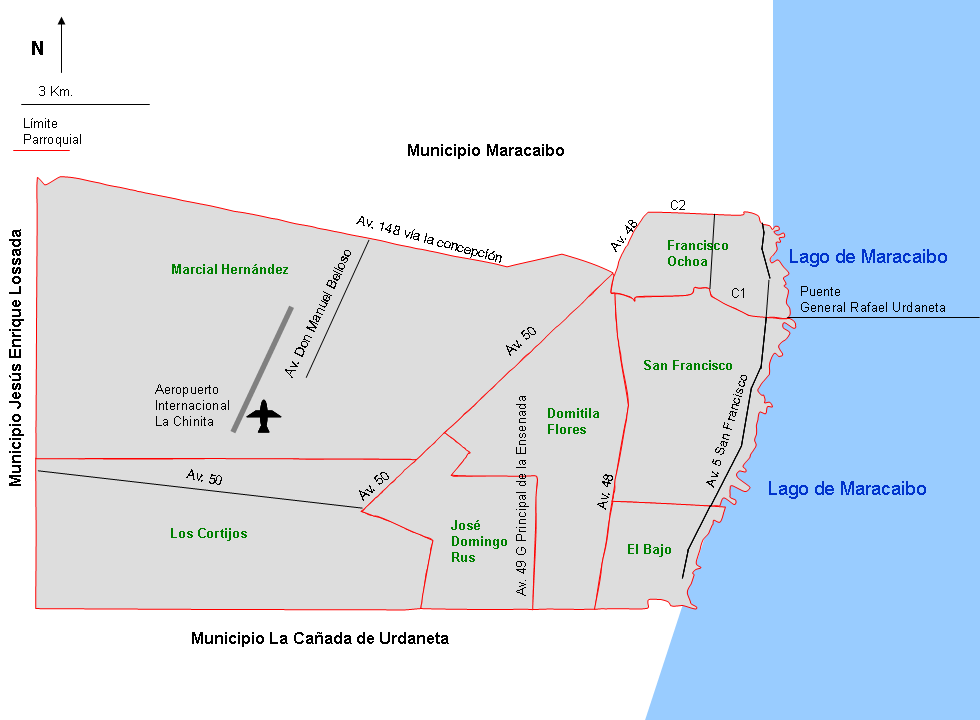
Mapa de la Ciudad de San Francisco, solo se muestran las parroquias y las vías principales

| Parroquia               | Superficie | Población (2023) | Densidad         |
| ----------------------- | ---------- | ---------------- | ---------------- |
| (1) San Francisco       | 24 km²     | 167.661 hab.     | 6.985,87 hab/km² |
| (2) El Bajo             | 8 km²      | 25.367 hab.      | 3.170,87 hab/km² |
| (3) Domitila Flores     | 18,38 km²  | 153.312 hab.     | 7.253,10 hab/km² |
| (4) Francisco Ochoa     | 11 km²     | 95.661 hab.      | 8.696,45 hab/km² |
| (5) Los Cortijos        | 33,24 km²  | 34.476 hab.      | 1.037,18 hab/km² |
| (6) Marcial Hernández   | 75 km²     | 36.897 hab.      | 491,96 hab/km²   |
| (7) José Domingo Rus    | 19 km²     | 67.635 hab.      | 3.559,73 hab/km² |
| Municipio San Francisco | 164 km²    | 581.009 hab.     | 3.542,73 hab/km² |

### Suelo
Se caracteriza por mantener la misma tipología de suelos. Los mismos son generalmente ácidos, de textura media en sus horizontes superiores, aumentando el tenor de arcilla y limo en los horizontes inferiores, confiriéndoles baja fertilidad y drenaje, el cual tiende a ser excesivo, lo que implica el uso de las denominadas "barbacoas", que no son otra cosa que cultivos elevados del suelo en amplios cajones de madera, muy frecuentes y comunes en la ciudad.

### Clima
| Parámetros climáticos promedio de San Francisco, Venezuela     | Parámetros climáticos promedio de San Francisco, Venezuela | Parámetros climáticos promedio de San Francisco, Venezuela | Parámetros climáticos promedio de San Francisco, Venezuela | Parámetros climáticos promedio de San Francisco, Venezuela | Parámetros climáticos promedio de San Francisco, Venezuela | Parámetros climáticos promedio de San Francisco, Venezuela | Parámetros climáticos promedio de San Francisco, Venezuela | Parámetros climáticos promedio de San Francisco, Venezuela | Parámetros climáticos promedio de San Francisco, Venezuela | Parámetros climáticos promedio de San Francisco, Venezuela | Parámetros climáticos promedio de San Francisco, Venezuela | Parámetros climáticos promedio de San Francisco, Venezuela | Parámetros climáticos promedio de San Francisco, Venezuela |
| Mes                                                            | Ene.                                                       | Feb.                                                       | Mar.                                                       | Abr.                                                       | May.                                                       | Jun.                                                       | Jul.                                                       | Ago.                                                       | Sep.                                                       | Oct.                                                       | Nov.                                                       | Dic.                                                       | Anual                                                      |
| -------------------------------------------------------------- | ---------------------------------------------------------- | ---------------------------------------------------------- | ---------------------------------------------------------- | ---------------------------------------------------------- | ---------------------------------------------------------- | ---------------------------------------------------------- | ---------------------------------------------------------- | ---------------------------------------------------------- | ---------------------------------------------------------- | ---------------------------------------------------------- | ---------------------------------------------------------- | ---------------------------------------------------------- | ---------------------------------------------------------- |
| Temp. máx. media (°C)                                          | 31                                                         | 32                                                         | 32                                                         | 37                                                         | 36                                                         | 34                                                         | 37                                                         | 35                                                         | 34                                                         | 32                                                         | 33                                                         | 32                                                         | 33.8                                                       |
| Temp. mín. media (°C)                                          | 19                                                         | 18                                                         | 20                                                         | 23                                                         | 22                                                         | 21                                                         | 23                                                         | 20                                                         | 20                                                         | 19                                                         | 19                                                         | 19                                                         | 20.3                                                       |
| Precipitación total (mm)                                       | 3.1                                                        | 2.5                                                        | 3.8                                                        | 3.6                                                        | 9.8                                                        | 7.5                                                        | 10.0                                                       | 12.8                                                       | 19.8                                                       | 16.8                                                       | 13.5                                                       | 6.4                                                        | 109.6                                                      |
| Días de lluvias (≥ )                                           | 1.9                                                        | 1.3                                                        | 2.5                                                        | 2.5                                                        | 7.5                                                        | 6.4                                                        | 10.7                                                       | 12.8                                                       | 12.0                                                       | 11.5                                                       | 9.3                                                        | 7.5                                                        | 85.9                                                       |
| Horas de sol                                                   | 816.9                                                      | 917.8                                                      | 800.5                                                      | 707.0                                                      | 516.7                                                      | 465.9                                                      | 471.3                                                      | 316.5                                                      | 317.8                                                      | 307.7                                                      | 418.5                                                      | 478.9                                                      | 6535.5                                                     |
| Humedad relativa (%)                                           | 59                                                         | 57                                                         | 60                                                         | 70                                                         | 87                                                         | 89                                                         | 90                                                         | 91                                                         | 97                                                         | 95                                                         | 90                                                         | 79                                                         | 80.3                                                       |
| Fuente: The Weather Channel Interactive, Inc. Octubre del 2014 |                                                            |                                                            |                                                            |                                                            |                                                            |                                                            |                                                            |                                                            |                                                            |                                                            |                                                            |                                                            |                                                            |

### Demografía
San Francisco tiene una población de 518.813 habitantes pae el2016  y una densidad de población de 2759,63 hab/km² (año 2016), siendo el segundo municipio más poblado del Estado Zulia.
Su crecimiento poblacional ha sido bastante grande en comparación de los censos que se efectuaron en 1990 y 2001, los cuales fueron de 263 092 en 1990 y de 351 958 en 2001.
Los habitantes se distribuyen de una manera irregular, observándose una mayor densidad de población en la parroquia San Francisco por ser capital del Municipio y en la parroquia Domitila Flores, por ser esta periférica a Maracaibo y San Francisco.

#### Religión
Siendo una ciudad fronteriza con el Lago de Maracaibo, cuentan los cronistas de Maracaibo, que los primeros pueblos del Estado Zulia, sirvieron de territorios para que los primeros misioneros provenientes de España, pudieran evangelizar esas tierras, entre estos se encuentran pueblos como el de El Bajo, San Francisco, donde se asentaron las primeras comunidades católicas, mayormente Dominicos y Franciscanos, de allí el nombre que adopta el municipio "San Francisco" por San Francisco de Asís, fraile franciscano que se dedicó a la reconstrucción de la iglesia desde el amor y la caridad; se evidencia también que las primeras iglesias o capillas construidas fueron hechas por estas órdenes y congregaciones religiosas.
Posteriormente, el Municipio San Francisco formó parte de la arquidiócesis de Mérida, hasta el año 1897, cuando se erige la  arquidiócesis de Maracaibo  de la cual forma hoy parte. Por lo tanto se considera un municipio Cristiano Católico con grandes figuras que se han dedicado a la construcción de un mejor municipio entre ellos se encuentra el Padre Luis Guillermo Vilchez, conocido también como el Padre Vilchez o el Socio, hombre que se dedicó y luchó por el desarrollo de este municipio y aunado a esto la devoción de Nuestra Señora del Rosario de Chiquinquirá o La Chinita, como cariñosamente la llaman, quien es la Patrona de todos los zulianos, una advocación de la virgen María, que se manifestó en las orillas del lago de Maracaibo, en una humilde tablita y que se ha quedado en el corazón de todos los zulianos. De ella viene el nombre del Aeropuerto Internacional de La Chinita, principal aeropuerto del occidente de Venezuela. Actualmente la arquidiócesis de Maracaibo ha establecido canónicamente la Vicaria Episcopal Territorial del Sur (San Francisco) la cual está presidida por su vicario el presbítero Raúl Montoya. Distribuyéndose en el municipio San Francisco de la siguiente manera:
1. Nuestra Señora de Guadalupe. Calle 15 con calle 11. Urb Sierra Maestra. Municipio San Francisco. Rvdo. Pbro. José Palmar.
2. Parroquia Jesús Nazareno. Av 25 con calle 9. Barrio Manzanillo. Municipio San Francisco. Rvdo. Pbro. Jesús Rincón.
3. Parroquia Santísimo Cristo de San Francisco "Padre Vilchez". Rvdo. Pbro. Leonardo López Quintero.
4. Parroquia Santísimo Salvador. El Callao Pbro. Evanán González.
5. Parroquia San Juan Bautista. Av 35 y 36. Urb San Francisco. Parroquia civil San Francisco. Municipio San Francisco Rvdo.Pbro. Dr. Raúl Raymond Montoya.
6. Parroquia San Felipe Neri. Urb. San Felipe. Pbro. Humberto Pirela.
7. Parroquia Santo Domingo Guzmán (Padres Dominicos). Av 19 con Av 41. Sector la Coromoto. Municipio San Francisco R.P. Gustavo Gallardo, OP.
8. Parroquia Nuestra Señora de la Caridad del Cobre. Av 171 con calle 48D. Municipio San Francisco. Rvdo. Pbro. Nelson Suárez.
9. Parroquia Niña María.  Rvdo. Pbro. Jorge Pérez Chakal.
10. Parroquia Santa Mariana de Jesús. Barrio Suramérica. Rvdo. Pbro. José Pineda.
11. Parroquia La Transfiguración del Señor y San José. Los Cortijos. Rvdo. Pbro. Andry Sánchez.
12. Rectoría Divino Niño. Barrio Carabobo. Rvdo. Pbro. José Antonio Barboza.
13. Rectoría San Francisco Javier. Urb. Villa Chinita. Rvdo. Pbro. Richard Garrillo.
14. Rectoría Jesús de la Buena Esperanza. Barrio el Silencio. Rvdo. Pbro. Carlos Quiva.
15. Parroquia Purísima Madre de Dios y San Benito de Palermo-El Bajo. Rvdo. Pbro. Alberto Gutiérrez. (Única perteneciente a la Zona Pastoral número 8 de la arquidiócesis de Maracaibo)

Cabe destacar que el primer Arzobispo de la arquidiócesis de Maracaibo Monseñor Domingo Roa Pérez (1961-1992), con apoyo de grandes empresarios, logró y construyó numerosas escuelas que forman parte hasta el día de hoy de la arquidiócesis de Maracaibo. El sueño de Roa Pérez se afianza cuando expresa: “Multiplicaremos nuestros esfuerzos y diligencias a fin de que llegue a más niños y jóvenes el beneficio inestimable de la educación”. y eso como así pudo lograr esta gran obra. En el municipio San Francisco, existen 10 escuelas arquidiocesanas, que han educado alrededor de 100.000 niños, educando con y desde los valores, y que además cuentan con el apoyo de la Asociación Venezolana de Escuelas Católicas (AVEC) entre estas se encuentran: Nuestra Señora del Carmen, Hermano Nectario María, Unidad Educativa Madre Laura, Unidad Educativa Moseñor Juan Hilario Bosset. También el municipio cuenta con escuelas confiadas al Movimiento Popular Fe y Alegría, fundado por el padre José María Vélaz en Venezuela, entre colegio están: Unidad Educativa San Ignacio Fe y Alegría, Unidad Educativa Fe y Alegría Nueva Venezuela, Unidad Educativa Nueva América Fe y Alegría, Unidad educativa Fe y Alegría la Chinita. Cabe destacar que estos colegios han sido atendidos por religiosas dedicadas a la educación como la Congregación Esclavas de Cristo Rey, Misioneras del Divino Amor, Oblatas al Divino Amor, Hijas del Divino Salvador, Carmelitas Descalzas, misioneras que mediante la educación logran transmitir los valores y la fe cristiana.
Las Iglesias Evangélicas están presentes en todo el municipio entre las iglesias más reconocidas se encuentran:
Iglesia evangélica pentecostal Estrella de Belén Siendo el pastor Adalberto Márquez,  Maranatha, Luz de las Naciones, Ejército de Salvación, Restauración, Primicias, entre muchas otras.
También en San Francisco tiene su sede y representación, la Iglesia Anglicana, en la persona del Muy Reverendo Obispo Misionero +Simón Alvarado; perteneciente a la Iglesia Católica Anglicana de Venezuela de la GAFCON y a la Iglesia Católica Apostólica Renovada de Venezuela, con sede Patrialcal en Perú, quien dirige la diócesis Misionera de la ribera occidental del Lago de Maracaibo, cuyo territorio se extiende desde Castilletes (por el Norte), bajando por toda la sierra de Perijá hasta Machiques (por el Sur). Adicionando, toda la margen occidental del Lago de Maracaibo (por el suroeste), hasta el punto de Inicio en el Municipio Guajira. El Muy Rev. +Simón Alvarado, Obispo Misionero (E) se desempeña como Capellán de la Policía de San Francisco, del Área de Defensa Integral 112 Añu (Ad Honore) y Coronel del Cuerpo de Bomberos de FEMBREV, además de ser Orientador en la UNEFA-Núcleo Zulia y facilitador de la Cátedra: LA CAPELLANÍA Y LOS CAPELLANES: Orígenes, funciones y compromiso, junto al Frente Cristiano del Sur. Desde el año 2009, la fe Católica Anglicana tradicional, es llevada desde San Francisco a Múltiples localidades del Estado Zulia. Desde el año 2020 también es capellán de la Orden de los Caballeros Templarios Smoth Mit en Venezuela.
Cabe destacar que también los [masones] en San Francisco han venido creciendo,  el 3 de octubre de 2010 se instala la logia (Simón Bolívar Libertador) N.º 242, Siendo esta la primera logia masónica fundada en este municipio y en la zona metropolitana de Maracaibo. Al año siguiente nace la logia (Pedro Alciro Barboza de la Torre) N.º 245, la cual es solemnemente instalada el 3 de diciembre de 2011 por la Gran Logia República de Venezuela

## Hidrografía

### Problemática de contaminación del lago de Maracaibo
El desarrollo de la región zuliana trajo consigo también una sobreexplotación del Lago de Maracaibo de forma inescrupulosa hasta tal punto que hoy en día está contaminado casi en su totalidad. La explotación petrolera con los innumerables derrames que han ocurrido dentro del lago debido a desperfectos mecánicos que han hecho encallar a buques de gran calado, han cubierto el fondo del lago de un tinte negruzco que es muy visible sobre todo en las costas en donde se puede apreciar rocas cubiertas completamente por esta sustancia pegajosa, el petróleo.
Alrededor del lago existen gran cantidad de sembradíos de productos de la agricultura diversos que se extiende a zonas de cientos de miles de hectáreas que es completamente visible desde el espacio; gran parte de estas áreas para su producción utilizan pesticidas y fertilizantes que luego son vertidos al lago de Maracaibo, dejando una secuela enorme e influyó en la aparición de la lenteja acuática Lemna que aprovecha estos fertilizantes residuales para su crecimiento de forma incontrolada. Desde su aparición, el problema de la lemna cada ano en meses de sequía que es cuando llega, ha ido aumentando progresivamente, pudiéndose medir en las últimas observaciones más de 136.000 ha de lemna.
La lemna, al bloquear el paso de la luz impide el ciclo de vida de las especies dentro del lago, modificando dramáticamente el ecosistema y matando a todas las algas y plantas situadas en el fondo del lago que se ven impedidas de realizar su proceso de fotosíntesis por falta de luz. Al final de este proceso la misma lemna muere dejando con ello emisiones tóxicas que contaminan de enfermedades pulmonares y de la piel ocasionados como reacción alérgica por la materia muerta en grandes cantidades de la lenteja acuática.
Se ha contemplado por estudios realizados por biólogos marinos que el problema no es eliminar la lemna en si, ya que esta lo que hace es consumir los fertilizantes en exceso derramados en el lago, así que se debe atacar el problema de raíz consiguiendo alternativas no contaminantes que puedan ser usados por la industria agricultora de la región.
Otro factor contaminante es que el lago es usado como basurero y desagüe de aguas negras de la ciudad por parte de los habitantes de Maracaibo, Cabimas y las poblaciones circundantes alrededor del lago de Maracaibo. Una solución a este problema sería la creación de plantas de tratamiento para filtrar las aguas negras antes de verterlas sobre el Lago a fin de brindar una calidad de agua menos contaminada.

## Economía
En el municipio predomina el sector pesquero, industrial, comercial y financiero y la cría de pequeños rebaños.
Las principales industrias de la ciudad de Maracaibo se encuentran en la Zona Industrial de San Francisco, CEMEX de Venezuela, Vencemos, Polar, entre otras por lo que se considera el corazón industrial de la ciudad. Industrias del agro y del mar también son parte importante de la economía del municipio.
Posee una vasta área urbana que limita con el Municipio Maracaibo, donde la actividad económica predominante es la terciaria (parroquias San Francisco, Francisco Ochoa, y Domitila Flores en su parte norte); Además cuenta con actividades agrícolas en las parroquias San Francisco y El Bajo, Domitila Flores y Marcial Hemández, esta última se caracteriza por la producción de frutas y vegetales de todo tipo, en especial la cebolla en rama con la utilización de las "barbacoas".
En la actividad pecuaria sobresalen las parroquias Domitila Flores y Los Cortijos en la producción de ganado bovino, ovino y caprino. La actividad pesquera, por ser municipio costero, se realiza en las parroquias San Francisco y El Bajo. La producción agropecuaria del Municipio escasamente sirve para cubrir la demanda local.
Ciencia y Tecnología: La sede del Instituto Venezolano de Investigaciones Científicas campus Zulia (https://web.archive.org/web/20110726011242/http://www.ivic.gob.ve/), se encuentra ubicado en esta Ciudad, en el jardín botánico de Maracaibo, colindante con la Base Aérea Rafael Urdaneta. El IVIC es un organismo dependiente del Ministerio del Poder Popular de Ciencia, Tecnología y de Industrias Intermedias.
También es un gran potencial Financiero Teniendo sedes de Oficinas Bancarias Como: Banco Bicentenario del Pueblo , Banco Provincial, Banesco, Banco Occidental de Descuento, Banco Fondo Común .

#### Turismo
Por su vinculación histórica con el Lago de Maracaibo, La ciudad de San Francisco posee un extraordinario potencial turístico a lo largo de su litoral lacustre, lo que lo hace fuente de inspiración para la cultura y las manifestaciones artesanales de sus habitantes.
San Francisco también cuenta con el único Parque Zoológico del Estado Zulia, el Parque Sur, que está siendo sometido a un proceso de remozamiento, arborización e incremento de fauna, en un esfuerzo propiciado por empresas privadas. Este parque zoológico cuenta además con áreas recreativas y deportivas como: manga de coleo, campos deportivos, espacios para camping e instalaciones para exhibición y competencia de caballos de paso. Además cuenta con el Zoológico Cervecería Modelo y el Jardín Botánico de Maracaibo, un espacio para el desarrollo de un turismo planificado desde la perspectiva tanto económica como la educativa.
Dos de las más importantes obras de comunicación del país se encuentran en esta Ciudad: el Puente sobre el Lago de Maracaibo General Rafael Urdaneta y el Aeropuerto Internacional La Chinita; el primero es un atractivo turístico de interés nacional e internacional, siendo el puente de concreto armado más largo del mundo.
San Francisco tiene como uno de sus emblemas el cultivo de hortalizas en Barbacoas (Parroquia el Bajo) que, más allá de la importancia económica agrícola es un factor de atracción turística. La Zona Franca de San Francisco es uno de los programas más ambiciosos que emprenderán los sectores privados y las autoridades del Municipio a largo plazo y de concretarse la idea podría constituirse en un importante imán para el turismo derivado de la actividad comercial.

## Transporte
La infraestructura vial presenta buenas condiciones, con gran parte de la vialidad asfaltada, ya que parte del municipio integra la Ciudad de Maracaibo. Esta vialidad conecta al municipio con toda la región y con otros estados a través del Puente General Rafael Urdaneta (P.G.R.U.) o “Puente sobre el Lago” como es conocido normalmente. De igual manera, por ser municipio costero posee puertos de cabotaje al igual que grandes terminales petroleras y de carbón, lo que produce que se dé un mantenimiento efectivo en las vías de comunicación.
Tiene comunicación aérea nacional e internacional con el Aeropuerto Internacional de La Chinita, ubicado en la parroquia Marcial Hernández y que se ha posicionado como el segundo aeropuerto más importante del país con un tráfico anual de 1 300 000 pasajeros aproximadamente (2008).
Aunque cabe destacar que en muchos de los barrios los cuales conforman la mayor parte de este municipio no cuenta con el asfaltado adecuado; sin embargo, con la ayuda de diferentes entes jurícos se han realizado trabajos de calles para crear nuevas vías que se adapten a las necesidades del municipio.
Cuenta también con el Terminal Simón Bolívar, ubicado cerca de la cabecera del Puente General Rafael Urdaneta, del cual salen autobuses extraurbanos hacia ciudades como Caracas, entre otras. De ese mismo terminal parte una ruta de metrobuses, conocida como Bus Metromara, el cual recorre gran parte del municipio y hace enlace con otras rutas alimentadoras del Metro de Maracaibo.

## Servicios básicos
El municipio cuenta con una buena infraestructura de servicios a todos los niveles, como son: acueductos, electricidad, red de gas, teléfono, correo, telégrafo, educación básica, media y universitaria, aseo urbano, sistema de sanidad, transporte, especialmente en lo que se refiere a la zona urbana de San Francisco (parroquia San Francisco), y en menor medida en la parroquia Domitila Flores.

## Símbolos municipales
La letra y Música del Himno del Municipio San Francisco son autoría de Nerio Ríos Pedreañez, Jairo Gil y Amador Bermúdez. Este Himno fue interpretado por primera vez por el Coro Funganer (Fundación de la Gaita y el Folklore Nerio Ríos) Durante la inauguración del edificio que sirve como sede para Cámara Municipal de San Francisco.

### Bandera

Bandera actual del Municipio (desde 2014)

Su creador fue Dany J. Gómez V. en el año 2014. El naranja representa la fuerza vibrante de sus habitantes, el turquesa hace referencia al cielo que abriga sus sueños, el amarillo forma un círculo en la parte central y hace alusión al sol, el calor y la alegría de los sanfranciscanos y el rojo en el borde de la bandera representa la sangre de nuestros hombres y mujeres valientes en la Batalla Naval del Lago.

Antigua bandera del Municipio San Francisco (hasta 2014).

### Escudo

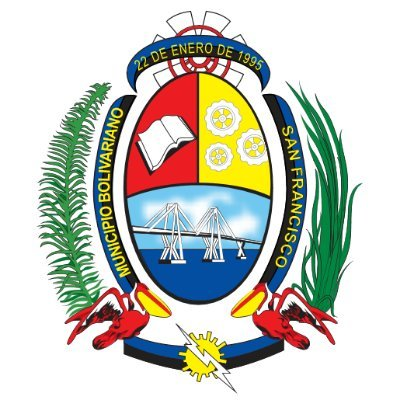
Escudo del Municipio San Francisco (Zulia).

## Educación

### Universidades
- UBV (Universidad Bolivariana de Venezuela)
- IUSF (Instituto Universitario San Francisco)
- IUTEPAL (Instituto Universitario de Tecnología Juan Pablo Pérez Alfonso)
- UNERMB (Universidad Nacional Experimental Rafael María Baralt)
- UNEFA (Universidad Nacional Experimental de la Fuerza Armada)
- UNES (Universidad Nacional Experimental de la Seguridad)
- Misión Sucre (Aldeas Universitarias del Municipio.)

## Política y gobierno

### Alcaldes
| Período     | Alcalde           | Partido político / Alianza | % de votos | Notas |
| ----------- | ----------------- | -------------------------- | ---------- | --- |
| 1995 - 2000 | Saady Bijani      | Copei                      | -          | Primer alcalde bajo elecciones directas. (se realizaron elecciones generales adelantadas en el 2000 debido a la aprobación de la Constitución de 1999) |
| 2000 - 2004 | Saady Bijani      | Copei                      | 43,93      | Reelecto |
| 2004 - 2008 | Saady Bijani      | Copei                      | 43,48      | Reelecto |
| 2008 - 2013 | Omar Prieto       | PSUV                       | 47,72      | Segundo alcalde bajo elecciones directas (se postergan 1 año las elecciones municipales pautadas para finales del 2012)                                |
| 2013 - 2017 | Omar Prieto       | PSUV                       | 59,48      | Reelecto |
| 2017 - 2021 | Dirwings Arrieta  | PSUV                       | 58,51      | Tercer alcalde bajo elecciones directas |
| 2021 - 2025 | Gustavo Fernández | Un Nuevo Tiempo MUD        | 53,99      | Cuarto alcalde bajo elecciones directas |
| 2025-2029   | Héctor Soto       | PSUV                       |            | Quinto alcalde bajo elecciones directas |

### Concejo municipal
Período 2021 - 2025
| Concejales:       | Partido político / Alianza |
| ----------------- | -------------------------- |
| Ronald Prieto     | MUD                        |
| Ildanis Sierra    | MUD                        |
| José Martínez     | MUD                        |
| Ybrahim Gutiérrez | MUD                        |
| Stefany Gonzalez  | MUD                        |
| Violeta Soto      | MUD                        |
| Oscar Bermúdez    | PPT                        |
| Valeria Fernández | PSUV                       |
| Janet Hernández   | PSUV                       |
| Dayana Lopez      | PSUV                       |
| Katty González    | (Representación indígena)  |